# Elizabeth Edwards
Elizabeth Edwards, född Mary Elizabeth Anania den 3 juli 1949 i Jacksonville, Florida, död 7 december 2010 i Chapel Hill, North Carolina, var en amerikansk advokat, författare och sjukvårdsaktivist. Hon var 1977–2010 gift med John Edwards som var Demokratiska partiets vicepresidentkandidat i presidentvalet i USA 2004.
Fadern var pilot i USA:s flotta och familjen flyttade ofta då Elizabeth var barn. En del av barndomen tillbringade hon i Japan. Sin kandidatexamen i engelska och sin juristexamen avlade hon vid University of North Carolina at Chapel Hill där hon under studietiden lärde känna sin blivande make John Edwards. De gifte sig 1977 och fick fyra barn av vilka sonen Wade avled 1996.
Elizabeth hette Anania i efternamn fram till sonens död år 1996. Hon sade att hon tog namnet Edwards för att ära sin son, inte för att det var hennes mans namn. Hon sade sig ha influerats av den feministiska rörelsen och hon gjorde karriär först i delstatens justitiedepartement (attorney general's office) och senare i en privat advokatbyrå. Efter sonens död grundade makarna Edwards en välgörenhetsstiftelse för att finansiera centra för barnens aktiviteter efter skoldagen med utrymmen för datainlärning. John inledde en framgångsrik politisk karriär som ledde till att han ställde upp i demokraternas primärval inför presidentvalet 2004. Elizabeth framträdde i offentligheten som en potentiell första dam som deltog aktivt i det strategiska beslutsfattandet i John Edwards presidentkampanj.
Efter primärvalkampanjen och vicepresidentkampanjen 2004 beslutade John Edwards att försöka på nytt i presidentvalet i USA 2008. Elizabeth Edwards var igen aktivt involverad i kampanjen men hon svarade också för egna ställningstaganden. Hon uppträdde i samband med pridefestivalen i San Francisco 2007 och förklarade sitt stöd för samkönade äktenskap, något som John Edwards inte var beredd att stödja på federal nivå. Elizabeth Edwards höll hög egen profil i hälsovårdsfrågor och efter makens förlust i demokraternas primärval år 2008 fungerade hon som rådgivare i hälsovårdsfrågor åt partiets kandidat Barack Obama. Efter Obamas valseger var hon verksam som ledande  sjukvårdsaktivist med titeln senior fellow för en progressiv tankesmedja, Center for American Progress. I den egenskapen uppträdde hon också inför kongressen då hälsovårdsreformen debatterades år 2009.
Elizabeth och John Edwards flyttade isär år 2009 men hann aldrig genomgå en officiell skilsmässa. Maken meddelade i januari 2010 att han hade blivit far ytterligare en gång i februari 2008 och barnets mor var Rielle Hunter som producerade hans kampanjvideor. Elizabeth Edwards avled i december 2010 i bröstcancer som hon först hade diagnosticerats med år 2004 under John Edwards vicepresidentkampanj. Hon hade berättat om sin sjukdom i memoarboken Saving Graces som utkom år 2006.